# Center for Inquiry
Center for Inquiry (CFI) – organizacja edukacyjna typu non-profit z siedzibą główną w Amherst w Stanach Zjednoczonych. Jej głównym celem jest wspieranie empirycznej analizy tzw. zjawisk paranormalnych i niezgodnych z nauką twierdzeń, medycyny alternatywnej. Powstała w celu promocji i obrony nauki, świeckiej etyki i swobodnego dociekania we wszystkich aspektach ludzkiej działalności.

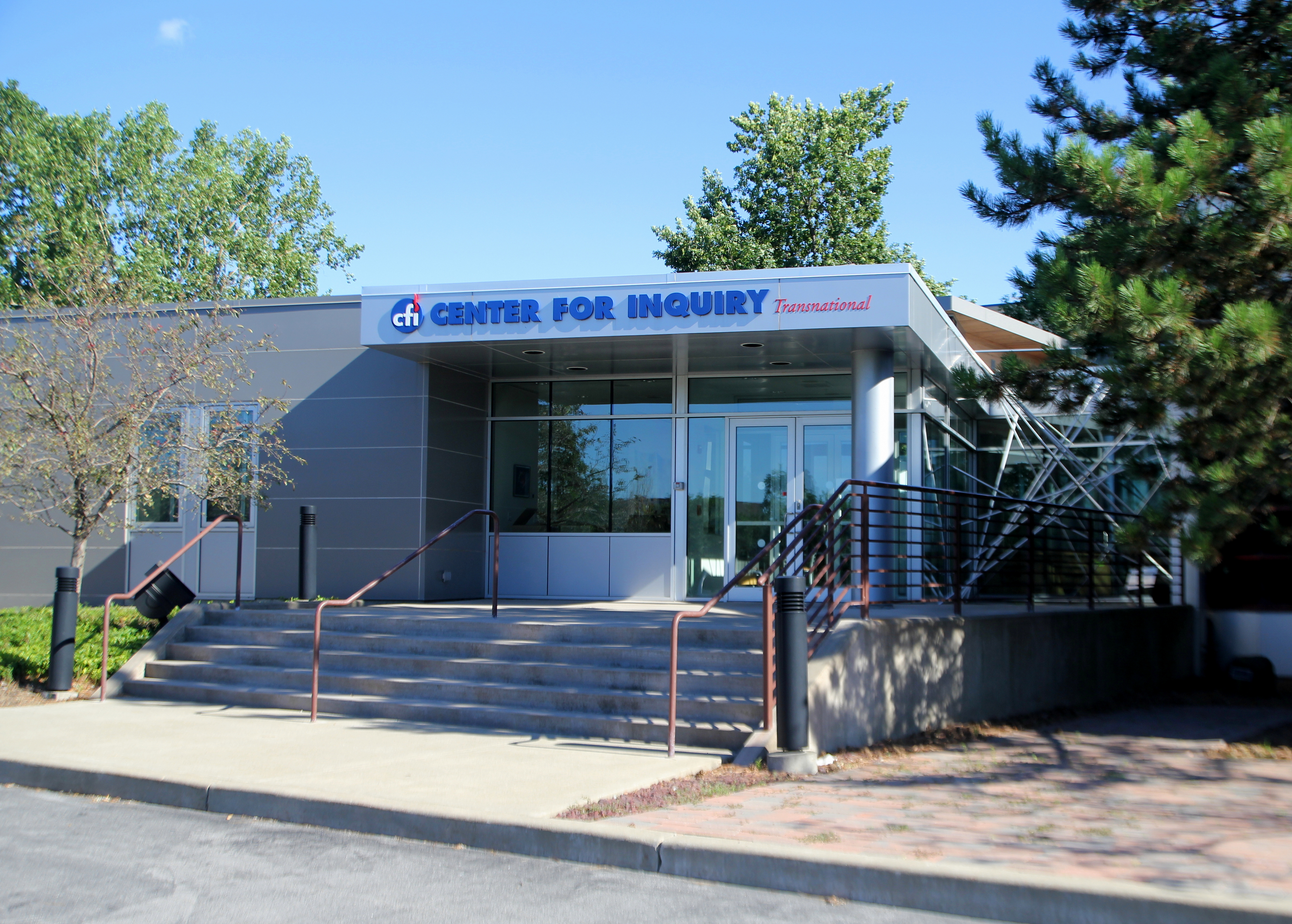
Wejście do Center for Inquiry Transnational